# Johann Adam Kulmus
Johann Adam Kulmus, 23 mars 1689 à Breslau - 30 mai 1745 à Danzig, est un anatomiste allemand.

## Biographie
Kulmus est élève de Herman Boerhaave et de Bernhard Friedrich Albinus à Leyde. Après un voyage d'étude aux Pays-Bas, il travaille comme médecin à Gdansk et professeur de médecine et de physique au lycée académique de Dantzig (de).
Il est membre de la Leopoldina et de l'Académie royale des sciences de Prusse.
Sa nièce Luise Adelgunde Kulmus (1713–1762) épouse Johann Christoph Gottsched en 1735.

## Publications
- Anatomische Tabellen, nebst dazu gehoerigen Anmerckungen und Kupffern … welche den Anfaengern der Anatomie zu bequemer Anleitung in dieser andern Aufflage verfasset hat Johann Adam Kulmus … Dantzig zu finden bey Cornelius von Beughem; gedruckt von Thomas Johann Schreiber … 1725.
- Tabulae anatomicae: in quibus corporis humani omniumque ejus partium structura & usus brevissimè explicantur: accesserunt majoris perspicuitatis causa, annotationes et tabulae aeneae. Amstelaedami : Apud Janssonio-Waesbergios, 1732. (Tables anatomiques dans lesquelles on explique en peu de mots la structure et l'usage du corps humain, et de toutes ses parties)
- Anatomische Tabellen: nebst dazu gehörigen Anmerkungen und Kupfern; daraus des ganzen menschlichen Körpers Beschaffenheit und Nutzen deutlich zu ersehen: welche den Anfängern der Anatomie zu bequemerer Anleitung. Vierte vermehrte und verbesserte Auflage. Fritsch, Leipzig 1741. 7. Auflage: Lotter, Augsburg 1764.